# Sasuke Uchiha
Sasuke Uchiha (うちは サスケ Uchiha Sasuke?) es un personaje de la serie de manga Naruto, escrita e ilustrada por Masashi Kishimoto. Inicialmente, el autor no tenía intenciones de crear a Sasuke, pero tras consultarlo con su editor, decidió concebir un rival para el protagonista principal de la obra, Naruto Uzumaki. Aunque Kishimoto comentó que había tenido dificultades con su diseño, afirmó que es uno de los personajes que más le gusta dibujar.
Tanto en el manga como en el anime, Sasuke es un miembro del clan Uchiha, uno de los clanes ninja más fuertes de la Aldea Oculta de la Hoja, es el hermano menor de Itachi Uchiha y el padre de Sarada Uchiha. Una vez se gradúan de genin, pasa a formar parte del «Equipo 7», conformado por Naruto Uzumaki, Sakura Haruno y su maestro, Kakashi Hatake. Su principal motivación a lo largo de la serie es la de vengar la destrucción de su clan por parte de su hermano mayor, Itachi Uchiha. A pesar de que desde el principio Sasuke actúa como una persona fría e impulsada por el odio y la venganza, logra desarrollar una actitud más agradable a medida que su relación con los otros personajes avanza, especialmente con Naruto, a quien llega a considerar su rival. No obstante, Sasuke termina abandonando a su equipo y a su aldea a finales de la primera parte de la serie, con la intención de reunirse con Orochimaru y hacerse lo suficientemente fuerte como para derrotar a Itachi. Así, sus compañeros se asignan como objetivo principal traerlo de vuelta como sea, lo cual se convierte en una situación recurrente en la historia. En la adaptación japonesa del anime su actor de voz es Noriaki Sugiyama, mientras que sus actores de voz para el doblaje en español son Víctor Ugarte —para Hispanoamérica— y Adolfo Moreno —para España—.
Al ser uno de los personajes principales, Sasuke aparece en varias de las películas basadas en la serie, así como en otros medios relacionados con la franquicia, incluyendo videojuegos y animaciones originales. Por esta misma razón, ha sido objeto de numerosas críticas y elogios; muchos encuestados han señalado que su actitud fría ha sido vista como la de un «rival» estereotípico, similar a otros personajes del género shōnen, si bien esto dificulta encontrar alguna simpatía en el personaje; en una reseña de IGN, se le calificó de «niño emo». A pesar de ello, Sasuke ha sido uno de los personajes más populares de Naruto, pues ha logrado alcanzar en diversas ocasiones los primeros puestos en los encuestados. Además, se han lanzado a la venta varios accesorios con la apariencia de Sasuke en la primera y segunda parte de la serie, incluyendo figuras de acción y peluches de felpa.

## Creación y concepción

Para Kishimoto, Sasuke y Naruto son como el yin y el yang.

En un principio Kishimoto no tenía planeado crear a Sasuke, pero después de hablar con su editor sobre el futuro de la serie, este le aconsejó que incorporara a la historia un rival para el protagonista, Naruto Uzumaki; como resultado se tuvo la creación de Sasuke. Para tener una mejor idea de cómo crear un personaje de estas características, Kishimoto leyó diversas series de manga con el fin de reunir información suficiente sobre los elementos que representan a un adversario y luego los fusionó en uno solo. Debido a que Sasuke está destinado a ser lo opuesto a Naruto, el autor siempre se asegura de no hacer a Sasuke demasiado emocional. Con un papel de joven «genio», Kishimoto comentó que siente haber creado el «rival ideal» para contrastar con Naruto, que es un personaje «simple y estúpido». Tras sufrir un cambio drástico de personalidad, Sasuke se convirtió en uno de los principales antagonistas de la obra; esto llevó a Kishimoto a comparar al protagonista y su contrario con el yin y yang dadas sus notables diferencias y mencionó que siempre que alguno de los dos avanza, se asegura que el otro también lo haga. En una entrevista realizada en febrero de 2014, Kishimoto se refirió a Sasuke como una «persona muy pura» cuando se le preguntó si era bueno o malo, y añadió que si bien algunas de sus acciones son buenas, como seguir los ideales de su clan, tiende a crear problemas a los demás debido a su naturaleza egocéntrica.
Para introducir a Sasuke por primera vez en la historia, Kishimoto había dibujado un capítulo que se desarrollaba antes de la formación del «Equipo 7», y con Naruto recién graduado de la academia ninja. No obstante, esta idea fue descartada y Sasuke fue presentado junto con el resto del Equipo 7, si bien conservando sus características y su rivalidad con el protagonista. El nombre del personaje proviene del manga Sasuke de Sanpei Shirato —una de las series que le gusta a Kishimoto—, así como de Sarutobi Sasuke, un ninja ficticio que aparece en diversos cuentos infantiles japoneses. Además, el autor señaló que había utilizado como influencia a Hiei de Yū Yū Hakusho a la hora de crear el carácter de Sasuke y su Sharingan.
Kishimoto tuvo muchas complicaciones con el diseño de Sasuke y, de hecho, es el personaje que le resultó más difícil crear y el cual le sigue costando dibujar. Como no contaba con una idea adecuada para su rostro, en los borradores iniciales poseía una apariencia demasiado vieja o madura para un personaje de la misma edad que Naruto. Una vez que se solucionó el problema con su cara, Kishimoto comenzó a trabajar en su vestimenta. En el diseño original, tenía una serie de collares y lazos alrededor de sus brazos y piernas, pero al ser consciente de que no podría dibujar un personaje tan complejo en una revista de publicación semanal, decidió simplificarlo basándose en el diseño del traje de Naruto. A mitad de la primera parte de la historia, Kishimoto dibujó un nuevo atuendo para Sasuke, con numerosos cinturones atados alrededor de sus brazos y piernas, pero luego lo devolvió a su diseño original para ahorrar tiempo. A pesar de las horas y energía que gasta dibujándolo, comentó que es el personaje que más le gusta dibujar. En el diseño de su apariencia en la Naruto: Shippūden, Kishimoto tuvo como principal objetivo hacer ver a Sasuke «atractivo». Para ello, intentó añadirle varios accesorios, como un shimenawa igual al de Orochimaru, ya que para ese momento era su aprendiz. También trató con otros tipos de ropa, como un cuello de tortuga o uniformes militares, pero terminó eligiendo ropa de estilo japonés.

## Personalidad
Desde el inicio de la obra Sasuke, cuando es agrupado por primera vez en el Equipo 7, muestra gran indiferencia por el resto de sus compañeros, debido a que siente que sus habilidades son superiores a las de ellos, y manifiesta que no está dispuesto a cooperar porque no podrían serle de ayuda para vengarse de su hermano Itachi. Aun cuando mantiene una personalidad arrogante a lo largo de la serie, Sasuke cada vez depende más de su equipo en el transcurso de la primera parte. A medida que se hace más cercana su relación con los otros, comienza a pensar a Naruto como su mejor amigo, llegando a arriesgar su propia vida con el fin de intentar salvarlo, incluso al ser consciente de que si muere no podría lograr su objetivo de vengarse de su hermano. Al pasar el tiempo Sasuke olvida un poco su ambición hasta que vuelve a ver a su hermano. Aunque Sasuke tiene una buena vida en su aldea, nunca permite que su ambición por ganar más poder salga de su mente. Durante su pelea contra personajes como Haku y Gaara, Sasuke prueba sus habilidades con la intención de descubrir los puntos débiles que necesita superar. A pesar de que el joven Uchiha inicialmente está satisfecho con su propio desenvolvimiento, Naruto, por otra parte, comienza a competir para volverse más fuerte a un ritmo más rápido. Por ello y tras la derrota sin ningún tipo de esfuerzo por parte de Itachi durante su breve regreso a Konoha, Sasuke concluye que sus habilidades aún son mediocres. Así, con tal de poder evaluar su fuerza, empieza a tratar a sus amigos como adversarios.
Al final de la primera parte, Sasuke se da cuenta de que sus capacidades nunca alcanzarán a las de Itachi mientras permanezca en Konoha, por lo que decide marcharse de la aldea e ir en busca del escondite de Orochimaru. Naruto intenta detenerlo, pero Sasuke trata de matarlo, ya que cree que la muerte de Naruto —su amigo más cercano— le dará más fuerza, como le había mencionado Itachi en el pasado. No obstante, es incapaz de hacer tal cosa, pues no cree que de esa manera logre ser mejor que Itachi y, en su lugar, continúa hacia la guarida de Orochimaru. Dos años y medio más tarde, después de haber entrenado arduamente con Orochimaru, Sasuke todavía posee una personalidad vengativa y llena de odio, cuya única meta continúa siendo la de asesinar a Itachi, e incluso afirma que está dispuesto a darle su cuerpo al sannin si eso implica matar a su hermano.

## Historia

### Pasado
En su infancia, Sasuke vivía bajo la sombra de su hermano mayor, Itachi Uchiha, el cual era considerado un prodigio del clan Uchiha, que además resultaba ser uno de los clanes más prestigiosos y poderoso de la Aldea Oculta de Konoha. Por ello, Sasuke dedicaba su tiempo en ganar algo de reconocimiento por sí mismo y obtener atención de sus padres, pero sus esfuerzos eran en vano y nunca fue capaz de superar los logros de su hermano. Con el tiempo, Itachi comenzó a distanciarse de su clan y fue perdiendo la confianza de su familia, por lo que sus padres empiezan a centrarse en Sasuke como el nuevo futuro del clan.
Un día, cuando regresaba de la academia ninja, encuentra los cadáveres de los miembros del clan Uchiha tendidos en el suelo. Apresurándose a llegar hasta donde sus padres, Sasuke consigue a Itachi junto a los cadáveres de estos y cuando trata de huir, Itachi le dice que nunca lo amó. Afirmando que no valía la pena matar a su hermano pequeño, Itachi lo anima para que se vuelva más fuerte y viva una vida de odio, con el fin de que algún día pueda vengar a su clan.
Años más tarde, en Naruto: Shippūden, Sasuke muestra tener algunas dudas sobre los acontecimientos de aquella noche y no es hasta después de matar a Itachi que, con ayuda de Obito Uchiha, conoce la verdad sobre la masacre del clan: todo había sido orden de los líderes de la aldea para prevenir un golpe de Estado e Itachi había dejado con vida a Sasuke porque no se atrevía a matarlo, pues era la persona más importante para él.

### Primera parte

Sello maldito de Sasuke.

Durante la primera parte, Sasuke acompaña al Equipo 7 en sus diversas tareas y sesiones de entrenamiento. Después de su encuentro con Orochimaru durante los «Exámenes Chūnin», este le coloca un sello maldito, el cual le permite aumentar sus poderes si bien también aumenta el odio en su interior. Al sentirse más fuerte, Sasuke comienza a actuar de manera independiente a su equipo: persigue a sus propios oponentes y es el único en recibir un entrenamiento especial por parte de su sensei, Kakashi.
Posteriormente, cuando Itachi regresa brevemente a la Aldea Oculta de Konoha, Sasuke decide enfrentarlo, pero es fácilmente derrotado. Así, se muestra insatisfecho con lo que ha aprendido como miembro del Equipo 7. Tras considerar que Orochimaru sería capaz de darle la fuerza necesaria para matar a su hermano mayor, abandona la aldea y marcha en dirección a la guarida del sannin. Naruto, en un esfuerzo por detenerlo, lo sigue e inician una batalla donde Sasuke intenta matarlo, pero al final no es capaz de hacerlo y en su lugar continúa en marcha hacia el escondite de Orochimaru, dispuesto a ganar más poder a cualquier precio.

### Segunda parte
Dos años y medio después, Sasuke está convencido de que ha aprendido todo lo que puede de su nuevo maestro, por lo que se rebela en su contra antes de que este pueda robarle el cuerpo. Orochimaru intenta tomar por la fuerza el cuerpo del joven Uchiha, pero este es capaz de evitarlo y termina absorbiendo al sannin. Tras esto, Sasuke forma «Hebi» (蛇?  lit. «Serpiente»), un equipo de ninjas que aceptan acompañarlo en la búsqueda de Itachi. En el camino, Hebi se topa con los miembros de Akatsuki Obito Uchiha y Deidara, donde este último y Sasuke comienzan a luchar hasta que el Uchiha resulta vencedor. Una vez hallan a Itachi, Sasuke deja a su equipo atrás y se dirige a enfrentarlo; antes de morir, Itachi libera a su hermano menor del sello maldito y del propio Orochimaru. Sasuke, malherido, es recogido por Obito, quien dice ser Madara Uchiha. Obito también le revela a Sasuke la verdad detrás de la masacre de su clan: Itachi había actuado bajo las órdenes de los superiores de la Aldea Oculta de la Hoja. Triste por la revelación, Sasuke reúne a los miembros de Hebi y renombra el equipo a «Taka» (鷹?  lit. «Halcón»), esta vez con el objetivo de destruir su antigua aldea.
Taka hace un acuerdo con Akatsuki para capturar al jinchūriki del bijū de ocho colas, pero luego de una ardua batalla el jinchūriki logra escapar inadvertidamente gracias a un señuelo. Al creer que ya cumplieron con su misión, Taka se dirige a matar a Danzō Shimura, uno de los implicados en la masacre del clan Uchiha y quien además es nombrado Hokage interino y se moviliza hacia a una reunión con los cinco kages de las demás aldeas. En la reunión de los cinco kages, Sasuke se enfrenta a todos estos y cuando está a punto ser pulverizado por un jutsu del Tsuchikage, Obito aparece y saca de allí. Ya a salvo, Obito lleva a Sasuke hacia Danzō, quien le confirma que Itachi trabajaba para él y luego inician una batalla, de la cual el Sasuke logra salir victorioso. Después de la batalla se dispone a ir a Konoha, pero Obito lo detiene dado que en sus condiciones no podría llegar a nada. Para la sorpresa de estos dos, aparece Sakura, quien planeaba asesinar a su excompañero de equipo, pero es ella quien se ve en una situación complicada y Kakashi y Naruto acuden en su rescate; los dos rivales acuerdan tener en el futuro un último enfrentamiento y ambos equipos se marchan.
Debido al uso excesivo del Mangekyō Sharingan, se queda ciego y le pide a Obito que le implante los ojos de Itachi. Tras recuperarse y despertar el Mangekyō Sharingan Eterno, Sasuke vuelve a poner en marcha el plan para destruir la aldea. En ello, descubre que su hermano ha sido revivido para tomar parte en la guerra que se lleva a cabo; Sasuke, al querer explicaciones por parte de su hermano, decide seguirlo. Itachi, quien tiene como propósito detener el «Edo Tensei» (口寄せ・穢土転生?  lit. «Resurreción del mundo impuro») de Kabuto Yakushi, le promete conversar solo luego de derrotar al oponente. Una vez vencen a Kabuto y liberan su jutsu, Itachi desaparece tras decirle a su hermano que siempre lo amará sin importar lo que decida hacer. Al querer saber más acerca del pasado de su clan, Sasuke revive a Orochimaru a través del sello maldito de Anko y encaminan en busca de una respuesta junto con otros dos miembros de Taka. El equipo llega a la Aldea Oculta de la Hoja, donde Orochimaru pone en práctica una de sus investigaciones para poder revivir a los cuatro anteriores Hokages de la aldea, quienes habían sido sellados por el Jutsu: Sello Mortal de la Parca. Tras haber oído la historia de la aldea por parte del primer Hokage, Hashirama Senjū, Sasuke decide abandonar el deseo de destruir la Hoja y se disponen a ir al campo de batalla para defender el legado de su hermano. Por desgracia planea una revolución de crear un mundo sin el código ninja, hasta que, luego de su duelo frente a Naruto en el que ambos pierden un brazo, reflexiona sobre sus crímenes y al final decide redimirse de sus errores. Finalmente, los años pasan después de la Cuarta Gran Guerra Ninja y Sasuke se casa con Sakura, con quien tiene una hija llamada Sarada Uchiha.

## Habilidades
Sasuke es capaz de entender y poner en práctica las técnicas ninja con facilidad. Al inicio de la serie, Sasuke utiliza los ataques habituales del clan Uchiha: jutsus de fuego y técnicas con armas, las cuales sigue afinando a lo largo de la serie. Además, al ser un miembro de este clan, es poseedor de una técnica de línea sucesoria conocida como el Sharingan (写輪眼?), la cual le proporciona una gran variedad de ventajas en las batallas. Durante la primera parte de la obra, el Sharingan de Sasuke se encuentra en desarrollo, por lo que solo es capaz de rastrear objetos que se mueven rápidamente y reaccionar de igual manera ante los movimientos de los oponentes, si bien al final de dicha parte el joven Uchiha se hace capaz de predecir los movimientos. En la segunda parte, Naruto: Shippūden, comienza a usar su Sharingan para generar ilusiones, lo que le permite manipular y confundir a otros. Tras la muerte de Itachi, Sasuke desarrolla el Mangekyō Sharingan (万華鏡 写輪眼?), una forma evolucionada del Sharingan con la cual puede realizar técnicas de un nivel superior, como el Amaterasu (天照?), que consiste en generar poderosas llamas negras que consumen todo a su paso. Además, Sasuke consigue manipular las llamas negras del Amaterasu con el elemento infierno (炎遁 Enton?). También llega a emplear — el Tsukuyomi (月読?), un potente jutsu ilusorio, así como el Susano'o (須佐能乎?), una gran criatura esquelética que progresivamente se convierte en un guerrero llameante que protege a su invocador y pelea por él. No obstante, el uso excesivo de estas técnicas le provocan una ceguera, por lo que Obito Uchiha le implanta los ojos de Itachi, y es así como despierta el: Mangekyō Sharingan Eterno (永遠の万華鏡写輪眼?).
Durante su encuentro con Orochimaru en la primera parte de la historia el sannin le implanta un Sello Maldito que le permite aumentar brevemente su fuerza y velocidad cuando lo activa. Además, cuando Sasuke usa el segundo nivel del Sello Maldito, este cambia drásticamente su apariencia. Sin embargo, después de que Sasuke se enfrenta a Itachi, este último libera a su hermano menor del Sello Maldito. En su entrenamiento con Orochimaru, sus capacidades físicas se incrementan, así como aprende a invocar serpientes gigantes y posteriormente halcones. Antes de que escapara de la aldea, su sensei, Kakashi Hatake, le enseña el Chidori (千鳥?), el cual se trata de una técnica donde se acumulan una serie de rayos de chakra en la mano. Basándose en el Chidori, Sasuke crea varias técnicas similares, como la capacidad de emitir electricidad de su cuerpo y luego enviarla a lo largo de la cuchilla de su chokutō para aumentar su potencial de corte. Más tarde, demuestra poder moldear la electricidad en forma más sólida, como espadas extensibles, e incluso desarrolla un jutsu llamado Kirin (麒麟 Quilin?), donde no utiliza su chakra para generar los rayos, sino que utiliza verdaderos rayos de tormentas.

## Apariciones en otros medios
Al ser uno de los personajes principales del manga y anime Naruto, Sasuke ha hecho varias apariciones en otros medios relacionados con la franquicia, tales como las dos primeras películas basadas en la obra, aunque en la segunda, Las ruinas ilusorias en lo profundo de la tierra, solo hace apariciones breves. No obstante, en Kizuna, la quinta película de la franquicia y la segunda basada en Naruto: Shippūden, Sasuke tiene un papel principal, donde vuelve a trabajar con su antiguo compañero de equipo, Naruto, para defender a la aldea oculta de la Hoja de una serie de atacantes. Asimismo, el personaje de Sasuke está presente en varias de las animaciones originales de Naruto. En la primera, En busca del trébol carmesí de 4 hojas, ayuda a Naruto y Konohamaru a encontrar un trébol de cuatro hojas; mientras que en la segunda, Batalla en la cascada oculta: ¡yo soy el héroe!, con ayuda de su equipo, escolta a un ninja llamado Shibuki a su aldea y lo ayudan a luchar contra un cazador. En ¡El festival deportivo de Konoha! —la tercera animación—, participa en un torneo deportivo, y, finalmente, aparece en la sexta animación de la franquicia, Naruto: Caminos cruzados, que trata del tiempo en el que Sasuke formaba parte del Equipo 7.
Sasuke es un personaje con el que se puede jugar en casi todos los videojuegos de Naruto, incluyendo las series de Clash of Ninja y Ultimate Ninja. En algunos juegos, es posible desbloquear y jugar con una versión de él utilizando el sello maldito. Debido a que no aparece en los primeros capítulos y episodios de Naruto: Shippūden, no aparece en ningún videojuego basado en esta parte sino hasta Gekitō Ninja Taisen! EX 2. También aparece en videojuegos donde lucha contra personajes de otras series de manga y anime; estos juegos incluyen a Battle Stadium D.O.N, Jump Super Stars, Jump Ultimate Stars y J-Stars Victory Vs.

## Recepción

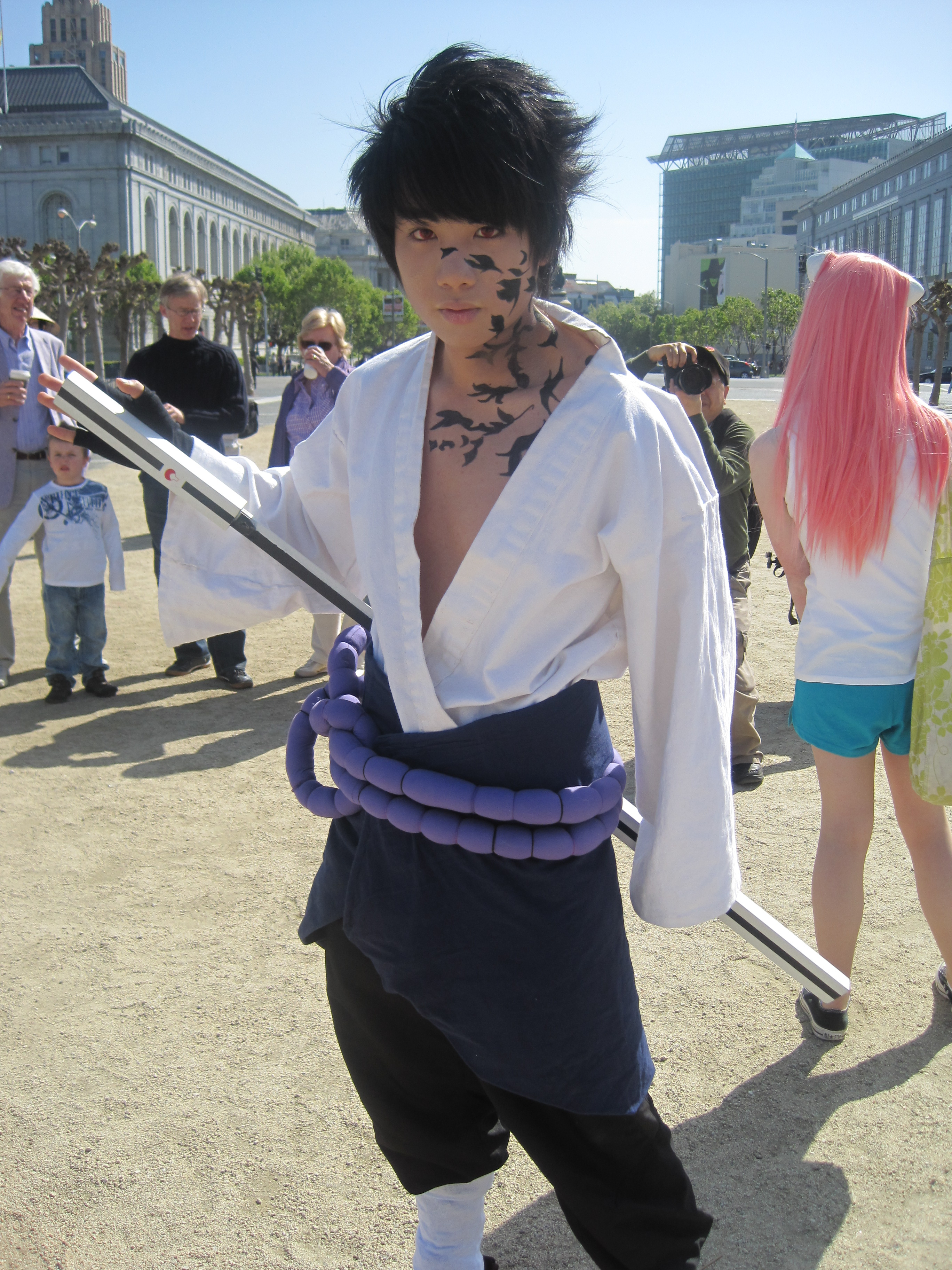
Cosplayer de Sasuke con su apariencia en Naruto: Shippūden.

En encuestas sobre la popularidad de los personajes de Naruto realizadas por la revista japonesa Shūkan Shōnen Jump, Sasuke ha logrado alcanzar en varias ocasiones los primeros cinco lugares. Aunque inicialmente sus posiciones eran la tercera y cuarta, ocupó el primer lugar en dos oportunidades. Dada su popularidad, se han lanzado a la venta varios accesorios en semejanza al personaje, incluyendo muñecos de felpa, llaveros, y numerosas figuras de acción de edición limitada.
Varias publicaciones de manga, anime, videojuegos y otros medios relacionados han proporcionado elogios y críticas sobre el personaje de Sasuke. El revisor del sitio web IGN, A. E. Sparrow, calificó a Sasuke como un «niño emo» debido a su personalidad fría, y consideró difícil encontrar alguna simpatía en el personaje. Joe Donson de GameSpot señaló que las habilidades de Sasuke lo hacían parecer un «chico rudo», pero concordó con Sparrow en cuanto a su personalidad. Asimismo, la revisora de T.H.E.M. Anime Reviews comentó que la actitud fría de Sasuke es la de un «rival» estereotípico, similar a otros personajes de manga shōnen, pero a este no lo encontró simpático. Por otra parte, Dani Moure de Mania Entertainment elogió el hecho de que Naruto y Sasuke se vieran forzados a trabajar en equipo pese a su rivalidad. Moure señaló que le gustaba esta relación porque a pesar de que siempre están compitiendo, «el equipo [que hacen Naruto y Sasuke] se alía cuando se necesita». Carl Kimlinger de Anime News Network comentó que aunque la lucha de Sasuke en los «Exámenes Chūnin» era «pura acción», la influencia del sello maldito de Orochimaru sobre él mantiene la «tensión alta». Mientras que Holly Ellingwood de Active Anime, describió la batalla entre Sasuke y Naruto como «emocionante, de suspenso y con increíbles secuencias de acción impulsadas por sentimientos amargos».
La participación de Sasuke en Naruto: Shippūden también ha sido bien recibida por la crítica. Park Cooper de Manga Life señaló que tanto las nuevas habilidades de Sasuke como su lucha contra Orochimaru repentinamente «cambian el sentido de las cosas». Carl Kimlinger comentó que su reaparición en esta segunda parte de la serie fue tan importante que incluso la animación inició con un avance de estas escenas. Por su parte, Chris Beveridge —otro revisor de Anime News Network—, expuso que aunque la personalidad de Sasuke no sufrió ningún cambio con respecto a la primera serie, en esta ocasión permitió que sus escenas resultaran interesantes gracias a su actitud calmada y enojada, sobre todo su capacidad para mantener el control, incluso ante la presencia del Kyūbi. Asimismo, la batalla entre Sasuke e Itachi fue considerada «épica» en el sentido de que tras la muerte de su hermano mayor y las revelaciones sobre su vida generaron un gran impacto en la personalidad y punto de vista de Sasuke.